# Alton, Kansas
Alton är en ort i Osborne County i Kansas. Vid 2010 års folkräkning hade Alton 103 invånare.